# Bloom Township (Pennsylvanie)
Pour les articles homonymes, voir Bloom Township.
Bloom Township est un township, situé au centre-ouest du comté de Clearfield, aux États-Unis,. En 2010, il comptait une population de 414 habitants.

## Démographie
Lors du recensement de 2010, le township comptait une population de 414 habitants. Elle est également estimée, en 2018, à 405 habitants.

### Source de la traduction
- (en) Cet article est partiellement ou en totalité issu de l’article de Wikipédia en anglais intitulé « Bloom Township, Clearfield County, Pennsylvania » (voir la liste des auteurs).